# Antoni Garczyński
Antoni Garczyński, herbu własnego (ur. 1768, zm. 1813 w Dreźnie) – urzędnik polski, prefekt departamentu kaliskiego Księstwa Warszawskiego w latach 1807–1813.
Według opinii francuskiego rezydenta w Księstwie Warszawskim Louisa Pierre’a Bignona Garczyński był „administratorem światłym, stanowczym i nieskazitelnym”, a sam Bignon aż trzykrotnie przedstawiał go jako najodpowiedniejszego kandydata na ministra spraw wewnętrznych. W uznaniu zasług książę warszawski Fryderyk August I odznaczył go Wielką Wstęgą Orderu Św. Stanisława.

## Pochodzenie
Urodzony w rodzinie skoligaconej z najznamienitszymi rodami Wielkopolski. Był synem Stefana Garczyńskiego (zm. 1773), generała majora wojsk koronnych, adiutanta króla Stanisława Augusta Poniatowskiego, i Weroniki z Krzyckich. Miał liczne rodzeństwo: trzech braci – Jana Nepomucena, uczestnika insurekcji kościuszkowskiej i oficera Legionów Polskich, Stefana, w 1813 piastującego stanowisko podprefekta powiatu krotoszyńskiego i Franciszka, pułkownika wojsk polskich (zm. 1812) – oraz siostry Eleonorę, Antoninę i Honoratę. Antoni Garczyński nie był żonaty, nie pozostawił potomstwa. Swój majątek zapisał bratankowi Stefanowi Florianowi Garczyńskiemu.

## Służba w administracji
Służbę w administracji zaczął jako konsyliarz poznańskiej komisji porządkowej cywilno-wojskowej, następnie wziął udział w powstaniu kościuszkowskim, zajmując ze swoim oddziałem w październiku 1794 Grodzisk Wielkopolski.
Nie jest znana jego działalność publiczna po upadku I Rzeczypospolitej (1795), w okresie pruskiego zaboru. Gdy w 1806 Królestwo Prus padało pod ciosami napoleońskiej armii, na terenie Wielkopolski wybuchło powstanie. Na wyzwolonych terenach zorganizowano polską administrację i w lutym 1807 Antoni Garczyński został radcą Izby Administracyjnej departamentu poznańskiego.

## Prefekt departamentu kaliskiego
Gdy na mocy pokoju w Tylży utworzono Księstwo Warszawskie, Antoni Garczyński w dniu 16 grudnia 1807 został mianowany prefektem departamentu z siedzibą w Kaliszu, drugim pod względem wielkości mieście Wielkopolski. Zarządzając departamentem kaliskim, Garczyński m.in. ulepszał drogi i wspierał rozwój gospodarczy.

### Wojna z Austrią
Po wybuchu wiosną 1809 wojny z Austrią Garczyński został mianowany naczelnikiem i pełnomocnikiem Rady Stanu. Obawiając się, iż niedoświadczone wojsko nie zdoła skutecznie obronić ziem polskich przed atakiem austriackiej armii, Garczyński początkowo sprzeciwiał się zbrojeniom, nie chcąc narażać ludności na ewentualne represje. Później jednak podjął działania przeciwko ludności niemieckiej zamieszkującej tereny Kaliskiego, żądając ustanowienia specjalnych sądów dla zdrajców, a także forsował własne plany wojskowe ataku na Łęczycę lub Kraków, by odciążyć obleganą przez Austriaków Częstochowę, przez co popadł w konflikt z gen. Janem Henrykiem Dąbrowskim, dowodzącym polskimi siłami w zachodnich departamentach Księstwa.

### Wizyta króla Hieronima w Kaliszu
Wiosną 1812 prefekt organizował w Kaliszu niespodziewaną wizytę króla Westfalii Hieronima Bonaparte, cesarskiego brata, który przybył do miasta 13 kwietnia, wraz z całą swoją świtą, dworem i dowodzoną przez siebie dywizją. Nie posiadając odpowiednich funduszy, Garczyński zwrócił się o pomoc finansową do ministra spraw wewnętrznych i ministra skarbu. Niestety, prawie cały koszt kilkudniowej królewskiej wizyty (ponad 12 tys. franków) spadł na miasto i tamtejszą gminę żydowską, przez co mieszkańcy Kalisza długo pamiętali o swoich utraconych pieniądzach i jeszcze w 1848 domagali się ich zwrotu.

### Wojna z Rosją
W okresie przegotowań do wojny z Rosją (1812) Garczyński sprawnie zorganizował dostawy żywności dla wielonarodowej Wielkiej Armii. Po klęsce Napoleona zajmował się ewakuacją urzędów i pomocą dla uchodźców z Warszawy, Lublina, Siedlec, Poznania i Bydgoszczy. Gdy armia rosyjska w 1813 wkraczała na tereny Księstwa Warszawskiego, polski rząd i wojsko opuściły Warszawę. Wtedy rekrutacja żołnierzy do odtworzonej armii polskiej odbywała się tylko z ziem departamentów poznańskiego, krakowskiego, radomskiego i kaliskiego, bo sześć pozostałych zajęli Rosjanie. Garczyński po raz kolejny wykazał się zmysłem organizacyjnym i pobór żołnierza najlepiej przebiegł właśnie w departamencie kaliskim, pod zarządem prefekta i gen. Benedykta Łączyńskiego, dowódcy wojskowego departamentu. Garczyński sformował też uzbrojone w kosy oddziały gwardii narodowej. Po przegranej bitwie pod Kaliszem (13 lutego 1813) Garczyński znowu zajął się ewakuacją władz polskich i francuskich z terenów podległego sobie departamentu w kierunku Krakowa, gdzie przebywali polscy ministrowie i naczelne dowództwo armii. Tam ponownie dał się poznać jako sprawny organizator dowozu żywności i zaopatrzenia dla wojska. Następnie wraz z siłami polskimi, dowodzonym przez księcia Józefa Poniatowskiego, udał się do Niemiec. Rozstrzygającą bitwę pod Lipskiem (16–19 października 1813) przeczekał w niedalekim Dreźnie, gdzie jednak padł ofiarą epidemii tyfusu.